# ارزش نهایی
ارزش نهایی، (به انگلیسی: Terminal Value) در دانش مالی، به ارزش اوراق بهادار در سررسید، یا ارزش دارایی خاصی، در زمان معینی در آینده گویند، که با توجه به ۳ فاکتور ارزش خالص فعلی، نرخ بهره بازار و نرخ رشد آن تعیین می‌شود. 
بدیهی است که این اصل برای تعیین قیمت نهادها و شرکت‌ها، در زمان معین آتی نیز اعمال می‌شود. برای تعیین "نرخ نهایی" معمولاً از دو روش استفاده می‌شود که عبارتند از روش رشد متداوم و روش خروج. ارزش نهایی معمولاً به دو نام دیگر شناخته می‌شود که عبارتند از ارزش افق یا ارزش مداوم.